# Repubblica Democratica di Georgia
La Repubblica Democratica di Georgia (in georgiano საქართველოს დემოკრატიული რესპუბლიკა?, Sakartvelos Demok'rat'iuli Resp'ublik'a) fu uno stato repubblicano esistito tra il 1918 e il 1921 nella regione caucasica.
Confinava a nord con la Repubblica Popolare del Kuban' e la Repubblica delle Montagne del Caucaso Settentrionale, a sud-est con la Repubblica Democratica di Azerbaigian, a sud con la Prima Repubblica di Armenia e l'Impero ottomano, a ovest si affacciava sul Mar Nero. Aveva una superficie di circa 107.600 km² (per paragone, l'attuale Georgia ha una superficie di 69.700 km²) e una popolazione di 2,5 milioni di abitanti. La capitale era Tbilisi e la lingua nazionale il georgiano.
Proclamata il 26 maggio 1918 a seguito della frammentazione della Federazione Transcaucasica, era guidata dal partito social-democratico menscevico, ed inizialmente era sotto il controllo delle truppe tedesche del barone Friedrich Freiherr Kress von Kressenstein. Dopo lo sgombero di esse e di quelle ottomane dall'Armenia, per occupare i territori lasciati liberi scoppiò la guerra georgiano-armena. Una rivolta filo-russa e bolscevica portò al conflitto di Soči. Già indebolita da queste lotte intestine, non sopravvisse all'invasione dell'Armata Rossa della RSSF Russa e cessò d'esistere il 25 febbraio 1921 quando fu costituita la RSS Georgiana.